# Kuolema tekee taiteilijan
Kuolema tekee taiteilijan (in finlandese "La morte crea l'artista") è un singolo del 2004 del gruppo musicale finlandese Nightwish; si tratta del terzo singolo estratto dall'album Once, e non venne mai pubblicato al di fuori della Finlandia e del Giappone.
Una versione strumentale del brano può essere ascoltata nei titoli di coda dell'album End of an Era.

## Tracce
Finlandia
1. Kuolema tekee taiteilijan – 3:59
2. Creek Mary's Blood (versione strumentale) – 8:30
3. Symphony of Destruction (cover live dei Megadeth) – 4:20

Giappone
1. Kuolema tekee taiteilijan – 3:59
2. Symphony of Destruction (cover live dei Megadeth) – 4:20
3. Where Were You Last Night – 3:52
4. Wish I had an Angel (Demo) – 4:08
5. Creek Mary's Blood (versione strumentale) – 8:30
6. Ghost Love Score (versione strumentale) – 10:07

## Componenti
- Tarja Turunen - voce
- London Philharmonic Orchestra - orchestra e cori